# Swype
Swype è un metodo di scrittura per i dispositivi touch screen sviluppato da Swype Inc. Swype fu inizialmente disponibile in commercio sul Samsung Omnia II con Windows Mobile.

## Software

### Design
Swype permette agli utenti di scrivere strisciando il dito o il pennino da una lettera all'altra, sollevandolo solo dopo ogni parola. Usa un algoritmo di correzione degli errori e un linguaggio di riferimento per trovare le parole volute. Include anche il suggerimento del testo nella stessa interfaccia.
Swype è progettato per essere usato nei dispositivi touch screen con una tradizionale tastiera QWERTY.